# Волфганг Козак
Волфганг Козак (Берлин, 29. октобар 1943) је немачки египтолог, коптолог и публициста.
Докторирао је 1970. на Универзитету у Бону радом Die Legende im Koptischen. Untersuchungen zur Volksliteratur Ägyptens. Стручњак је за древне коптске списе. Неколико година је радио са Мустафом Махером као уредник немачко-арапског културног магазина Армант. Живи и ради у Берлину.

## Дела
- Wenz, W, Spanz, B. & Kosack, W, „Blick in die Vergangenheit: Ägyptische Mumie im Röntgenlicht,”. Der Radiologe. 15., 1975, 45-49.
- Die Legende im Koptischen. Untersuchungen zur Volksliteratur Ägyptens. Habelt, Bonn 1970.
- Historisches Kartenwerk Ägyptens. Altägyptische Fundstellen. Mittelalterliches arabisches Ägypten. *Koptische Kultur (Delta, Mittelägypten, Oberägypten). Bearbeitet, gezeichnet und kommentiert, Bonn 1971.[1]
- „Der Gattungsbegriff "Volkserzählung",”. Fabula,. Berlin-New York 12, 1971, 18-47.
- „Koptische Kirchenlieder der Osterzeit,”. Armant. 7, 1970, 5-44.
- „Antike Touristen in Aegypten,”. Armant. 13., 1974, 3-20.
- „Ein altaegyptisches Hausbuch der Tiermedizin,”. Armant. 3, 1969,172-184.
- „Hieroglyphen - die Entzauberung ihres Geheimnisses,”. Armant. 2, 1968, 69-100.
- „Ein satirischer Briefwechsel zwischen Hori und Amenemope,”. Armant. 2, 1968, 104-112.
- „Eine neue Droge in der altägyptischen Medizin,”. Armant. 1, 1968, 2-10.
- „Zwei koptische Texte aus der Bonner Universitätsbibliothek,”. Muséon. 85., 1972, 419-424.
- Alltag im alten Ägypten. Aus der Ägyptensammlung des Museums. Städtische Museen, Freiburg im Breisgau 1974.
- Lehrbuch des Koptischen. Teil I: Koptische Grammatik. Teil II: Koptische Lesestücke. 1974. ISBN 978-3-201-00889-1.. Akademische Druck- und Verlagsanstalt, Graz.
- Antike Kultur auf Münzen von Qarara. Städtische Museen, Freiburg im Breisgau 1977.
- Der medizinische Papyrus Edwin Smith. 2012. ISBN 978-3-033-03331-3.. The New York Academy of Medicine, Inv. 217; Neu in Hieroglyphen übertragen, übersetzt und bearbeitet: Berlin 2011; Christoph Brunner, Basel.
- Der koptische Heiligenkalender. Deutsch - Koptisch - Arabisch nach den besten Quellen neu bearbeitet und vollständig herausgegeben mit Index Sanctorum koptischer Heiliger, Index der Namen auf Koptisch, Koptische Patriarchenliste, Geografische Liste. Christoph Brunner. Kosack, Wolfgang (2012). Der koptische Heiligenkalender: Deutsch-Koptisch-Arabisch : Mit Index Sanctorum koptischer Heiliger, Index der Namen auf Koptisch, koptische Patriarchenliste, geografische Liste. Berlin. ISBN 978-3-9524018-4-2.
- Die altägyptischen Pyramidentexte. Berlin. 2012. ISBN 978-3-9524018-1-1.. In neuer deutscher Uebersetzung; vollständig bearbeitet und herausgegeben von Wolfgang Kosack Christoph Brunner.
- Ägyptische Zeichenliste I. 2013. ISBN 978-3-9524018-0-4.. Grundlagen der Hieroglyphenschrift. Definition, Gestaltung und Gebrauch ägyptischer Schriftzeichen. Vorarbeiten zu einer Schriftliste. Berlin 2013, Verlag Christoph Brunner Basel.
- Ägyptische Zeichenliste II. 2013. ISBN 978-3-9524018-2-8.. 8500 Hieroglyphen aller Epochen. Lesungen, Deutungen, Verwendungen gesammelt und bearbeitet. Berlin Verlag Brunner Christoph.
- Schenute von Atripe De judicio finale. 2013. ISBN 978-3-9524018-5-9.. Papyruskodex 6300 IV im Museo Egizio di Torino. Einleitung, Textbearbeitung und Übersetzung herausgegeben von Wolfgang Kosack. Berlin, Verlag Brunner Christoph.
- So viel zum Thema Moses…. 2013. ISBN 978-3-9524018-6-6.. Neue Fragen zum Alten Testament. Die Schlechte und die Gute Nachricht. Für Juden, Christen, Moslems. Berlin Verlag Christoph Brunner.
- Ein Beitrag zur Kulturgeschichte Aegyptens (2013). Die altägyptischen Personennamen. Berlin Verlag Christoph Brunner. ISBN 978-3-9524018-7-3.
- Verlag Christoph Brunner (2013). Kurze Sprachlehre des Mittelägyptischen. Basel. ISBN 978-3-9524018-8-0.
- Shenoute of Atripe "De vita christiana". 2013. ISBN 978-3-906206-00-4.. M 604 Pierpont-Morgan-Library New York/Ms. OR 12689 British-Library/London and Ms. Clarendon Press b. 4, Frg. Bodleian-Library/Oxford. Introduction, edition of the text and translation into German by Wolfgang Kosack / Verlag Christoph Brunner, Basel.
- Essen und Trinken im alten Aegypten: Bildliche Darstellungen, hieroglyphische Texte und die Bearbeitung der Quellen. Christoph Brunner. Kosack, Wolfgang (2014). Essen und Trinken im alten Ägypten: Bildliche Darstellungen, hieroglyphische Texte und die Bearbeitung der Quellen. Berlin. ISBN 978-3-906206-03-5.
- Basilios "De archangelo Michael": sahidice Pseudo - Euhodios "De resurrectione": sahidice Pseudo - Euhodios "De dormitione Mariae virginis": sahidice & bohairice : < Papyruskodex Turin, Mus. Egizio Cat. 63000 XI. > nebst Varianten und Fragmente. In Parallelzeilen ediert, kommentiert und übersetzt von Wolfgang Kosack. Verlag Christoph Brunner. Basilius (2014). Archangelo Michael. Berlin. ISBN 978-3-906206-02-8.
- Novum Testamentum Coptice. Neues Testament, Bohairisch, ediert von Wolfgang Kosack. Novum Testamentum, Bohairice, curavit Wolfgang Kosack. / Wolfgang Kosack. 2014. ISBN 978-3-906206-04-2.. neue Ausgabe, Christoph Brunner, Basel.
- Ost-Märchen. 2014. ISBN 978-3-906206-05-9.. Gedanken und Erinnerungen an eine längst vergangene Zeit. Berlin, zum 60. Jahrestag der Republik -(für Westler) 7. Oktober 2010. Verlag Christoph Brunner, Basel.
- Geschichte der Gnosis in Antike, Urchristentum und Islam. 2014. ISBN 978-3-906206-06-6.. Texte, Bilder, Dokumente. 525 Seiten. Christoph Brunner, Basel.
- Collectanea Aegyptiaca. 2014. ISBN 978-3-906206-08-0.. Aufsätze und Studien zur Kulturgeschichte des Alten Aegyptens. Verlag Christoph Brunner, Basel.
- Hallo, ihr Lebenden auf der Erde!. 2014. ISBN 978-3-906206-09-7.. Teil I. + II. Lebensberichte aus der Pharaonenzeit auf Gräbern und Denksteinen. Gesammelt, übersetzt und kommentiert. 800 Seiten. Verlag Christoph Brunner, Basel.
- Islamische Schriftkunst des Kufischen. 2014. ISBN 978-3-906206-10-3.. Geometrisches Kufi in 593 Schriftbeispielen. Deutsch - Kufi - Arabisch. 380 Seiten. Verlag Christoph Brunner, Basel.
- Die koptischen Akten der Konzile von Nikaia und Ephesos. 2015. ISBN 978-3-906206-07-3.. Textfragmente und Handschriften in Paris, Turin, Neapel, Wien und Kairo. In Parallelzeilen herausgegeben, bearbeitet und übersetzt. Koptisch - Deutsch. Verlag Christoph Brunner, Basel.
- Berliner Hefte zur ägyptischen Literatur 1 - 12. ISBN 978-3-906206-11-0.. Teil I. 1 - 6/Teil II. 7 - 12 (2 Bände). Paralleltexte in Hieroglyphen mit Einführungen und Uebersetzung. Deutsch - Hieroglyphen/ Wolfgang Kosack.
- Geschichte der Gnosis II. ISBN 978-3-906206-12-7.. Jesus und das neue Testament. Eine Botschaft Christi. Für Juden, Christen, Moslems. Verlag Christoph Brunner, Basel.
- Collectanea Coptica. 2015. ISBN 978-3-906206-13-4.. Die titellose gnostische Schrift „Traktat vom Urvater Sêtheus“ aus dem Codex Brucianus. Nag Hamadi Codex VI, 48-51, 23 Platons Politeia in einer koptischen Übersetzung Schenute oder nicht? (Pierpont-Morgan-Library/New York + Univ. Michigan) Die koptischen Psalmenkonkordanzen. Lesen und Schreiben im Ägypten der Spätantike. Velag Christoph Brunner, Basel.
- Hiera Grammata. 2015. ISBN 978-3-906206-15-8.. Beiträge zur Entstehung ägyptischer Hieroglyphen. Verlag Christoph Brunner, Basel.
- Eine Streitschrift (2015). Aegyptologie im Umbruch. Verlag Christoph Brunner, Basel. ISBN 978-3-906206-16-5.
- Christoph Brunner (2015). Kurze Geschichte der Kopten. Basel. ISBN 978-3-906206-17-2..
- Christoph Brunner (2015). Ein zweiter Rembrandt: "Die Staalmeesters" - Kunsthistorische Studie -. Basel. ISBN 978-3-906206-14-1..
- Kosack, Wolfgang (2015). Ernst Koerner – Ein Berliner Orientmaler des 19. Jahrhunderts – Mit Werksverzeichnis und Themenliste seiner Gemälde. Basel. ISBN 978-3-906206-19-6.
- Laotse Von der Kraft und Vom Sinn. Buch der Sinnsprüche in 81 Abschnitten und 2 Teilen. Uebertragen aus den Seidentexten zu Ma Wang Dui <Provinz Honan> Christoph Brunner, Basel. 2014.  978-3-906206-18-9.
- Koptische Lehrbriefe Bohairisch. 2016. ISBN 978-3-906206-20-2.. Deutsch - Koptisch - Arabisch - Bohairisch. Christoph Brunner, Basel.
- Der Berliner Totentanz. Kritischer Text, Uebersetzung und Kommentar des niederdeutschen Gedichts. Nu mute gi liden den bitteren doet…. Christoph Brunner, Basel. 2016. ISBN 978-3-906206-22-6.
- Fellachenmärchen. 2016. ISBN 978-3-906206-26-4.. Märchen im ägyptisch-arabischen Volksdialekt. Verlag Christoph Brunner, Basel.
- Schachmatt. 2016. ISBN 978-3-906206-26-4.. Kaskade der Seltsamkeiten. Historische Groteske in 11 Bildern. Verlag Christoph Brunner, Basel.
- Japanische Manga - Love Story. 2016. ISBN 978-3-906206-27-0 Проверите вредност параметра |isbn=: checksum (помоћ).. "Yura, Makoto und die Liebe." von Katsu Aki. Eine kritische Würdigung. Hamburg: Carlsenmanga 2004—2013. Verlag Christoph Brunner, Basel.
- Die Menlichen Krefte der Liebe. 2016. ISBN 978-3-906206-23-3.. Zur Frage der Sexualität Friedrichs des Grossen. Studien und Quellen. Verlag Christoph Brunner, Basel.
- Die Wurzel Jesse zu Xanten. 2016. ISBN 978-3-906206-29-5.. Die Predella des Marienaltars, ein spätes Meisterwerk Heinrich Douvermanns. Beschrieben, erklärt und erläutert. Verlag Christoph Brunner, Basel.
- Die Geschichte von der Sonnenkatze und dem kleinen Affen. ISBN 978-3-906206-31-8.. Ein altägyptisches Märchen für Kinder.
- Lexikon des Gräcoägyptischen. 2016. ISBN 978-3-906206-24-0.. Transkriptionen, Hieroglyphen und koptische Belege mit einer Einführung in die Aussprache des Altägyptischen. 3 Bände. Verlag Christoph Brunner, Basel.
- Zeremonialtexte der Dritten Dynastie. 2016. ISBN 978-3-906206-34-9.. Pap. Ramesseum B + E und der Schabakostein. Neu herausgegeben, bearbeitet und übersetzt. Verlag Christoph Brunner, Basel. .
- Frühe Kunst im Orient. 2016. ISBN 978-3-906206-36-3.. Ein Ausweg aus der Misere des Islam - IS und Euroislam in der Krise - Christoph Brunner, Basel. .
- Vierzeiler von Omar Chajjam. Christoph Brunner. Persische Sinnsprüche. Basel. 2016. ISBN 978-3-906206-37-0..
- Schrift der Pharaonen. 2017. ISBN 978-3-906206-38-7.. Hieroglyphen für Anfänger. Mit zahlreichen Schriftproben, 140 Abbildungn und 500 Hieroglyphen. Christoph Brunner, Basel. .